# I liga seria A polska w piłce siatkowej mężczyzn (1992/1993)
I liga seria A 1992/1993 − 57. edycja rozgrywek o mistrzostwo Polski w piłce siatkowej mężczyzn.
Po rundzie zasadniczej 4 najlepsze zespoły rywalizowały w play-off o mistrzostwo, a pozostałe 4 o utrzymanie.

## Drużyny uczestniczące
| | I liga seria A 1992/1993     |   |      |
| --- | ---------------------------- | - | ---- |
| OLS | AZS Olsztyn                  | 1 | PEMK |
| CZE | AZS Yawal Częstochowa        | 2 | CEV  |
| NYS | AZS Stal Nysa                | 3 |      |
| WAŁ | Chełmiec Wałbrzych           | 4 | PEZP |
| RAD | Czarni Radom                 | 5 |      |
| JAS | Jastrzębie Borynia           | 6 |      |
| | Awans z serii B              |   |      |
| BIE | BBTS Włókniarz Bielsko-Biała | 1 |      |
| SOS | Kazimierz Płomień Sosnowiec  | 2 |      |
| Oznaczenia: - kolumna pierwsza – skróty nazw drużyn wpisane na mapie (jeśli ta została zamieszczona), - kolumna trzecia – miejsce zajęte przez daną drużynę w poprzednim sezonie. |                              |   |      |

## Runda zasadnicza

### Tabela
| Lp. | Drużyna                      | Pkt | Mecze | Mecze | Mecze | Sety | Sety | Sety  |
| Lp. | Drużyna                      | Pkt | M     | W     | P     | wyg. | prz. | ratio |
| --- | ---------------------------- | --- | ----- | ----- | ----- | ---- | ---- | ----- |
| 1   | AZS Yawal Częstochowa        | 51  | 28    | 23    | 5     | 76   | 33   | 2.303 |
| 2   | BBTS Włókniarz Bielsko-Biała | 48  | 28    | 20    | 8     | 64   | 37   | 1.730 |
| 3   | AZS Olsztyn                  | 44  | 28    | 16    | 12    | 57   | 44   | 1.295 |
| 4   | AZS Stal Nysa                | 43  | 28    | 15    | 13    | 54   | 44   | 1.227 |
| 5   | Kazimierz Płomień Sosnowiec  | 41  | 28    | 13    | 15    | 46   | 57   | 0.807 |
| 6   | Czarni Radom                 | 38  | 28    | 10    | 18    | 42   | 64   | 0.656 |
| 7   | Jastrzębie Borynia           | 36  | 28    | 8     | 20    | 37   | 68   | 0.544 |
| 8   | Chełmiec Wałbrzych           | 35  | 28    | 7     | 21    | 35   | 65   | 0.538 |

Źródło: www.historia.azsnysa.pl
Punktacja: zwycięstwo – 2 pkt; porażka – 1 pkt
     Play-off
     Play-out

## Klasyfikacja końcowa
| Miejsce | Drużyna                      |
| ------- | ---------------------------- |
| 1       | AZS Yawal Częstochowa        |
| 2       | AZS Olsztyn                  |
| 3       | BBTS Włókniarz Bielsko-Biała |
| 4       | AZS Stal Nysa                |
| 5       | Kazimierz Płomień Sosnowiec  |
| 6       | Czarni Radom                 |
| 7       | Chełmiec Wałbrzych           |
| 8       | Jastrzębie Borynia           |

     Puchar Europy Mistrzów Klubowych 1993/1994
     Puchar CEV 1993/1994
     Puchar Europy Zdobywców Pucharów 1993/1994
     spadek do serii B